# Kars Eyalet

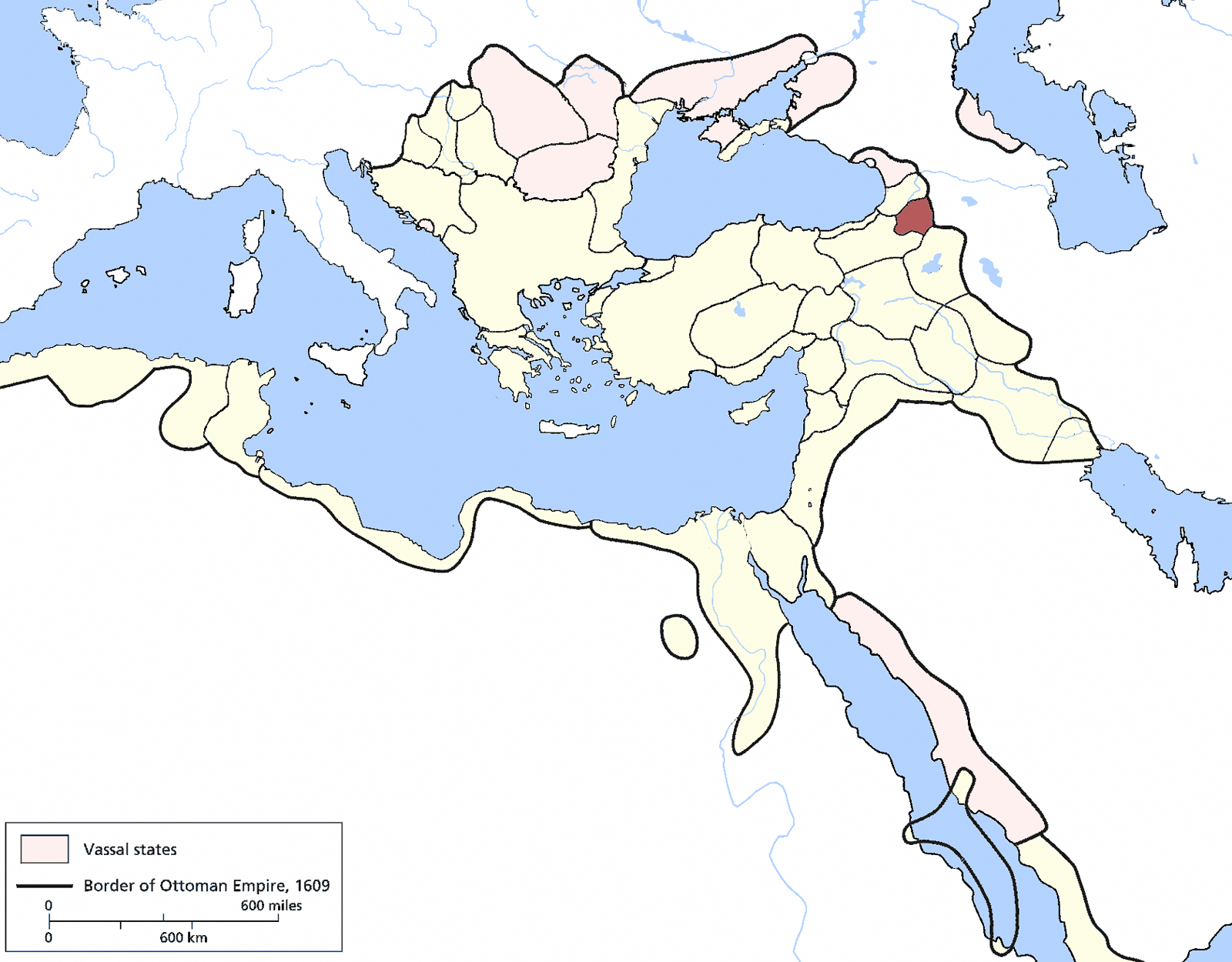
Kars Eyalet (1609)

Kars Eyalet (osmanska: ایالت قارص; Eyālet-i Qārṣ , turkiska Kars Eyaleti)  var en provins (eyalet) i Osmanska riket mellan 1580 och 1604 . Huvudstad var Kars och ytan 16,090 km².